# Ruth Firmenich

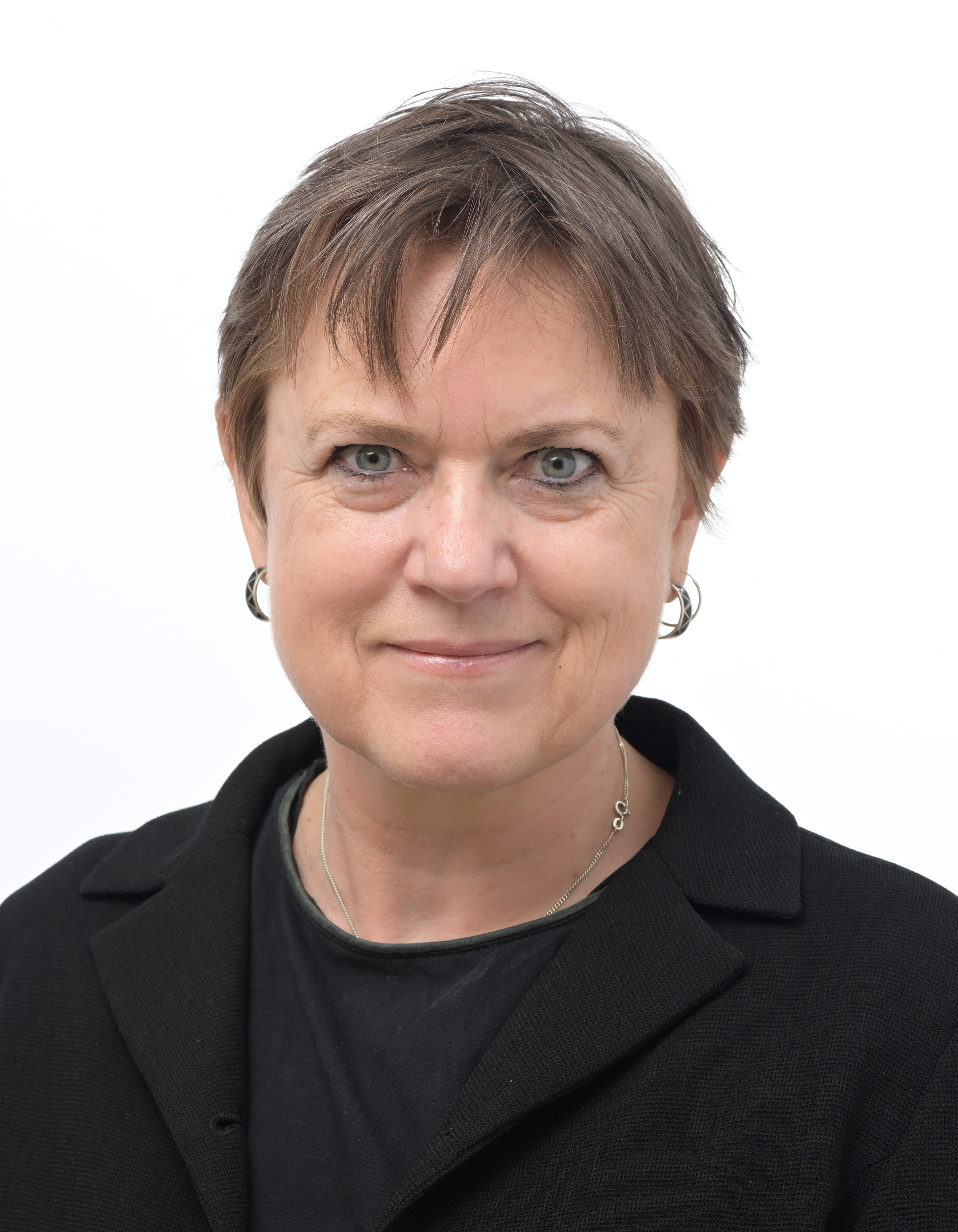
Ruth Firmenich (2024)

Ruth Christina Margarete Firmenich (* 24. August 1964 in Köln) ist eine deutsche Politikerin (BSW, zuvor PDS und Die Linke). Sie ist seit Juli 2024 fraktionsloses Mitglied des Europäischen Parlaments.

## Leben
Ruth Firmenich wurde 1964 in Köln geboren. Sie studierte von 1988 bis 1998 Politikwissenschaften, Amerikanistik und Germanistik an der Universität Bonn.
Von 1995 bis 1998 arbeitete sie als Mitarbeiterin von Steffen Tippach, von 1998 bis 2000 als wissenschaftliche Mitarbeiterin von Fred Gebhardt. Von 2000 bis 2002 war sie als Referentin für Menschenrechte und Europa der PDS tätig. Von 2003 bis 2004 war sie wissenschaftliche Mitarbeiterin der Europaabgeordneten Feleknas Uca. Seit 2004 arbeitet Firmenich für Sahra Wagenknecht, zunächst als wissenschaftliche Mitarbeiterin und seit 2009 als Leiterin ihres Bundestagsbüros in Berlin. Ab 2012 war sie Vorstandsreferentin, bis 2016 Mitglied des Bundesausschusses und bis 2018 Mitglied des Bundesvorstandes der Linken.
Bei den Europawahlen 2009 und 2014 trat sie als Kandidatin der Linken auf Listenplatz 13 erfolglos an. 2024 trat sie aus der Linken aus und wurde Gründungsmitglied des BSW. Als Kandidatin des BSW auf Listenplatz 4 wurde sie am 9. Juni 2024 in das Europäische Parlament gewählt.
Ruth Firmenich engagiert sich als Abgeordnete im EU-Parlament in folgenden Ausschüssen:
Mitglied
- REGI Ausschuss für regionale Entwicklung
- DSAS Delegation für die Beziehungen zu den Ländern Südasiens
- DAFR Delegation in der Parlamentarischen Versammlung Afrika-EU

Stellvertreterin
- AFET Ausschuss für auswärtige Angelegenheiten
- SEDE Ausschuss für Sicherheit und Verteidigung
- DROI Unterausschuss Menschenrechte
- D-CN Delegation für die Beziehungen zur Volksrepublik China
- DACP Delegation in der Paritätischen Parlamentarischen Versammlung OAKPS-EU

Ruth Firmenich reist mit Michael von der Schulenburg und weiteren EU-Abgeordneten aus Tschechien, Zypern und der Slowakei zum Tag des Sieges, dem Weltkriegsgedenken, nach Moskau. Nach russischer Auffassung ist der 9. Mai der Gedenktag an den Sieg über das NS-Deutschland. Nach dem Besuch in Moskau ist auch eine Reise nach Kiew geplant.